# ウリューアン
| 累代        | 代     | 紀           | 基底年代 Mya |
| ----------- | ------ | ------------ | ------------ |
| 顕生代      | 新生代 | 第四紀       | 2.58         |
| 顕生代      | 新生代 | 新第三紀     | 23.03        |
| 顕生代      | 新生代 | 古第三紀     | 66           |
| 顕生代      | 中生代 | 白亜紀       | 145          |
| 顕生代      | 中生代 | ジュラ紀     | 201.3        |
| 顕生代      | 中生代 | 三畳紀       | 251.902      |
| 顕生代      | 古生代 | ペルム紀     | 298.9        |
| 顕生代      | 古生代 | 石炭紀       | 358.9        |
| 顕生代      | 古生代 | デボン紀     | 419.2        |
| 顕生代      | 古生代 | シルル紀     | 443.8        |
| 顕生代      | 古生代 | オルドビス紀 | 485.4        |
| 顕生代      | 古生代 | カンブリア紀 | 541          |
| 原生代      | 原生代 | 原生代       | 2500         |
| 太古代      | 太古代 | 太古代       | 4000         |
| 冥王代      | 冥王代 | 冥王代       | 4600         |
| 1. 2. 3. 4. |        |              |              |

ウリューアン（英: Wuliuan）は、地質時代名の一つ。約5億900万年前から5億450万年前にあたる、カンブリア紀の三番目の世を三分した前期。前の期はカンブリア紀の二番目の世を二分した後期の第四期、次の期は三番目の世の中期ドラミアン。2018年7月に国際層序委員会が正式に国際的な地質時代区分に認め、国際標準模式層断面及び地点(GSSP)も定めた。
カンブリア紀の生物の代表格であるバージェス動物群はこの時代の生物である。

## 層序学的定義
ウリューアンの基底は三葉虫の種オリクトケファルス・インディクスの初出現で定義されている。ウリューアンの終わりはドラミアン期の始まりであり、三葉虫のプティチャグノストゥス・アタヴスが示準化石とされる。
ウリューアン階を公式に定義するGSSPは中華人民共和国貴州省苗嶺山地に分布する開里累層の烏溜-曽家崖セクションで八郎村に位置する。
GSSPには3地点、先述した中国貴州省の烏溜-曽家崖セクション、アメリカ合衆国スプリット・マウンテンのセクション、ロシア連邦のサハ共和国を流れるモロド川沿いのセクションが候補に挙げられていた。烏溜-曽家崖セクションは烏溜採石場に位置する開里累層の露頭である。ウリューアン期の始まりの第一候補は三葉虫のオリクトケファルス・インディクスで、第二候補は同じく三葉虫のオヴァトリクトカラ・グラヌラタであった。

## 生物
約5億500万年前にあたるカナダのバージェス頁岩からはバージェス動物群と呼ばれる動物群の化石が産出している。アノマロカリスやオパビニアといった目や甲殻を持つ動物に代表される動物群であり、これよりも約1500万年古い澄江動物群と共通する属もいる。バージェス動物群や澄江動物群に代表される、目に見えて複雑な構造の生物は、視覚の獲得を引き金とする生存競争に刺激されて出現したとする説が有力である。